# Década de 1990 a.C.
Séculos: (Século XXI a.C. - Século XX a.C. - Século XIX a.C.)
Décadas: 2040 a.C. 2030 a.C. 2020 a.C. 2010 a.C. 2000 a.C. - 1990 a.C. - 1980 a.C. 1970 a.C. 1960 a.C. 1950 a.C. 1940 a.C.
Anos: 1999 a.C. - 1998 a.C. - 1997 a.C. - 1996 a.C. - 1995 a.C. - 1994 a.C. - 1993 a.C. - 1992 a.C. - 1991 a.C. - 1990 a.C.
- 1991 a.C. - Início do reinado do faraó Amenemés I